# Katharina Raabe
Katharina Raabe (* 28. November 1957 in Hamburg) ist eine deutsche Verlagslektorin.

## Leben
Sie wuchs als älteste Tochter des Literaturwissenschaftlers und Bibliothekars Paul Raabe in Marbach am Neckar und Wolfenbüttel auf. Zunächst studierte sie Violine und Instrumentalpädagogik an der  Staatlichen Hochschule für Musik und Theater in Hannover (Diplom 1981), arbeitete als Geigenlehrerin und schloss 1988 ein Magisterstudium der Philosophie und Musikwissenschaft an der  FU und der  TU Berlin ab.
Seit 1983 ist sie bei verschiedenen Verlagen tätig, unter anderem beim Arche Verlag in Zürich. Von 1993 bis 2000 war sie Lektorin beim  Verlag Rowohlt Berlin. Im Jahr 2000 wechselte sie zum Suhrkamp Verlag und kümmerte sich in Berlin um den Ausbau des  osteuropäischen Programms. Sie betreut u. a. Juri Andruchowytsch, László Darvasi, Dževad Karahasan, Andrzej Stasiuk, Jáchym Topol, Tomas Venclova, aber auch jüngere Autoren wie Joanna Bator, György Dragomán, Alissa Ganijewa, Wojciech Kuczok, Julia Kissina, Serhij Zhadan und Katja Petrowskaja, die Preisträgerin des  Ingeborg-Bachmann-Wettbewerbs 2013.
Darüber hinaus initiierte sie Publikationen zum Zeitgeschehen in Osteuropa (siehe Publikationsliste).
Seit 2001 ist sie Mitglied im Advisory Board des Fund for Central and East European Book Projects, Amsterdam. Zudem ist sie Mitgründerin des PEN Berlin.

## Publikationen
Herausgabe
- Das große Berlinbuch, hrsg. mit Ingke Brodersen, Rowohlt Verlag, Berlin 1998.
- Last & Lost. Ein Atlas des verschwindenden Europas, hrsg. mit Monika Sznajderman, Suhrkamp Verlag, Frankfurt 2006.
- In Ketten tanzen. Übersetzen als interpretierende Kunst, hrsg. mit Gabriele Leupold, Wallstein Verlag, Göttingen 2008. ISBN 978-3-8353-0276-1
- Odessa Transfer. Nachrichten vom Schwarzen Meer, hrsg. mit Monika Sznajderman, Suhrkamp Verlag, Frankfurt 2009. ISBN 978-3-518-42117-8
- Der erlesene Raum. Literatur im östlichen Mitteleuropa seit 1989. In: OSTEUROPA/2-3/2009.[2]
- Das wilde Leben. East Side Stories, Suhrkamp Verlag, Berlin 2012. ISBN 978-3-518-46317-8
- Testfall Ukraine. Europa und seine Werte, hrsg. von Katharina Raabe und Manfred Sapper. Mit einem Fotoessay von Yevgenia Belorusets. Suhrkamp Verlag, Berlin 2015. ISBN 978-3-518-07123-6
- Gefährdete Nachbarschaften – Ukraine, Russland, Europäische Union, hrsg. von Katharina Raabe. Wallstein-Verlag, Göttingen 2015 (Valerio. Das Magazin der Deutschen Akademie für Sprache und Dichtung; Bd. 17/2015). ISBN 978-3-8353-1323-1
- Warum Lesen. Mindestens 24 Gründe, hrsg. von Katharina Raabe und Frank Wegner, Suhrkamp Verlag, Berlin 2020. ISBN 978-3-518-07399-5[3]

Redaktion (Auswahl)
- Srebrenica. Ein Prozeß, Julija Bogoeva/Caroline Fetscher (Hg.), Suhrkamp Verlag, Frankfurt am Main 2002. ISBN 978-3-518-12275-4
- Der Krieg im Schatten. Russland und Tschetschenien, Florian Hassel (Hg.), Suhrkamp Verlag, Frankfurt am Main 2003. ISBN 978-3-518-12326-3
- Die reale und die imaginierte Ukraine, Mykola Rjabtschuk, Suhrkamp Verlag, Frankfurt am Main 2005. ISBN 978-3-518-12418-5
- Minsk. Sonnenstadt der Träume, Artur Klinau, Suhrkamp Verlag, Frankfurt am Main 2006. ISBN 978-3-518-12491-8
- Alphabet der polnischen Wunder. Ein Wörterbuch, Stefanie Peter (Hg.), Suhrkamp Verlag Frankfurt am Main 2007. ISBN 978-3-518-41933-5
- Kosovo. Geschichte eines Konflikts, Erich Rathfelder, Suhrkamp Verlag 2010. ISBN 978-3-518-12574-8
- Totalniy Futbol. Eine polnisch-ukrainische Fußballreise, Serhij Zhadan (Hg.), Suhrkamp Verlag, Berlin 2012.
- Putin kaputt?! Russlands neue Protestkultur, Mischa Gabowitsch, Suhrkamp Verlag, Berlin 2013. ISBN 978-3-518-12661-5
- Euromaidan. Was in der Ukraine auf dem Spiel steht, Juri Andruchowytsch (Hg.), Suhrkamp Verlag, Berlin 2014. ISBN 978-3-518-06072-8

## Auszeichnungen
- 2007: Verdienstkreuz am Bande der Bundesrepublik Deutschland
- 2015: Deutscher Sprachpreis[4]
- 2018: Übersetzerbarke des VdÜ
- 2022: Verdienstkreuz 1. Klasse der Bundesrepublik Deutschland[5]